# Кулабухов, Алексей Иванович
Алексе́й Ива́нович Кула́бухов (1880 — 7 ноября 1919) — уроженец ст. Новопокровской, священник, казачий политик и общественный деятель, член Кубанского правительства, Кубанской Рады, входил в состав кубанской делегации на Парижской мирной конференции. Повешен по решению деникинского военно-полевого суда.

## Биография
По окончании Ставропольской Духовной семинарии, учился в Императорском Юрьевском (Дерптском) университете. Кулабухов был рукоположён в духовный сан и больше десяти лет состоял приходским священником.
После революции занялся общественной деятельностью. Пользовался доверием среди жителей местных станиц, и был их представителем в Кубанской Раде. После того, когда министр внутренних дел Кубанской Рады Бардиж сдал свой пост и ушёл формировать отряды «Вольных Казаков», Рада назначила на его место Кулабухова. В трудной обстановке политической неопределённости новому министру долго удавалось сохранять на Кубани относительное спокойствие, которое привлекло в Екатеринодар и в станицы тысячи людей, спасавшихся от войны и репрессий новой власти. 1 марта 1918 года священник Кулабухов выступил из Екатеринодара вместе с отступающим «Отрядом Рады», но в станице Расшеватской был захвачен красногвардейцами. Ему удалось бежать, и скрываться до Второго Кубанского похода в Ставрополе.
Позже он вернулся на прежний пост руководителя внутренними делами в составе правительства Л. Л. Быча. В декабре 1918 года это правительство, несогласное с политикой Деникина, подало в отставку. Священник Кулабухов получил новое назначение в состав парижской делегации. Он прожил в Париже восемь месяцев, участвовал в работах делегации и совместно с другими представителями Кубани обработал и подписал проект Договора Дружбы с т. н. Горской республикой. В сентябре 1919 года делегация командировала его для доклада Раде о своей деятельности и с предложением утвердить проект договора. Однако сторонники Деникина нашли в соглашении Кубани с Горской республикой опасное нарушение полномочий правителя Юга России. Члены парижской делегации были обвинены в измене, в передаче командования казачьими войсками в руки горского Меджилиса и в других преступлениях. Кулабухов был арестован. Военно-полевой суд приговорил Алексея Ивановича Кулабухова к казни через повешение. Приговор немедленно привели в исполнение 7 ноября 1919 года.